# عزیزآباد (ورامین)
عزیزآباد (ورامین)، روستایی از توابع بخش مرکزی شهرستان ورامین در استان تهران ایران است.

## جمعیت
این روستا در دهستان بهنام وسط شمالی قرار دارد و براساس سرشماری مرکز آمار ایران در سال ۱۳۸۵، جمعیت آن زیر سه خانوار بوده‌است.